# 小行星4562
小行星4562，又称为保良局星，是由紫金山天文台在1979年10月21日发现的主带小行星。
小行星4562以香港著名的慈善团体保良局命名。